# Musaranya de Pitman
La musaranya de Pitman (Crocidura pitmani) és una espècie de mamífer eulipotifle de la família de les musaranyes (Soricidae) endèmica de Zàmbia.